# FLAPPY
『FLAPPY』（フラッピー）は、デービーソフトから発売されたコンピュータゲームソフト、またはそのシリーズの呼称。ジャンルはアクションパズル。

## 概要
1983年にX1版が発売されて以来、様々な機種で移植・制作されている。2001年以降はネットファーム・コミュニケーションズから発売されている。
初期のシリーズでは、残機・スコア・制限時間があったが、GB版からは残機制が廃止され、Windows版からはスコアと制限時間も廃止となった。
また、初期ではミスとなっていた、キノコで眠っている敵との接触は、FC版、GB版、Windows版では眠っている敵を押して動かすことが可能となった。なお、FC版ではユニコーンは左右にしか動かせなかったが、GB版以降は上下にも動かせるようになった。
2001年よりネットファームよりダウンロード販売されている『FLAPPY WORLD』では、過去のシリーズのリメイク版も配信されている。リメイク版は、ステージ構成やグラフィックはオリジナルを忠実に再現しているが、眠っている敵を動かせる、キノコを誘導できるなど、ルールは『FLAPPY WORLD』に準じたものとなっている。

## ゲーム内容

### システム
ステージクリア型のアクションパズル。主人公フラッピーを操作して、青い石ブルーストーンをブルーエリアという所定の位置へ運ぶとステージクリアとなる。ブルーストーンとブルーエリアはそれぞれステージ内に一つである（『FLAPPY95』以降のシリーズでは異なる。後述）。ブルーストーンの他にも茶色の石ブラウンストーンがあり、ブルーストーンと同様に動かすことができる。ブラウンストーンはステージ内に複数存在し、ブルーストーンを運ぶための道具として、ステージの穴を埋めたり、橋を架けたりするのに使う。また壁などに押しつけると壊すことができる。
これらの石は真横からのみ押して動かすことができるが、引っ張ったり上へ持ち上げたりはできない。上に他の石が積み上がっている石を押しても、動くのは直接押された石のみで、他の石は元の位置から動かない。ただし押した石が一つ上にある石から完全に外れた場合は積まれている全ての石が後述する法則通りに落下を始める。落下中の石も押すこと、壊すことは可能。
ステージ内には敵がおり、フラッピーが接触するとミスとなる。石を運ぶために敵を利用しなければならないこともある。
ステージは物体のみに重力が働く。足場から外れた石や障害物に接触したキノコは垂直に落下するが、フラッピーと敵は重力の影響を受けず、ステージ内を上下左右に自由に動くことができる。
敵は上から石を落として潰すことで倒すことができる。敵は潰されてから消えるまでにタイムラグがあり、その間を利用して石を空中で動かすこともできる（GB版『FLAPPY SPECIAL』では不可）。フラッピー自身も石の下敷きとなるとミスとなるが、落下してくる石とフラッピーに隙間があった場合は石の側を壊すことができる。
キャラと石の動きは半マス単位で行われる。石は半マス分だけでも足場に乗っていれば落ちないので、現実ではあり得ないようなアンバランスな積み上げ方もできる。
ステージ内にある催眠キノコを拾うことができる。拾った催眠キノコを投げて敵にぶつけると、一定時間眠らせて動きを止めることができる。投げたキノコは壁にぶつかると落下して止まるが、敵に当てない限りは何度でも拾うことができる。
場面によっては"詰み"の状態になるためボタン操作により自らミスになる機能が付いている。

## 設定

### ストーリー
『FLAPPY for Windows』（1995年）までのシリーズでは、以下のような設定が存在した。
フラッピー少年の故郷である美しい惑星ブルースターは、闇の帝王ンガロ・ンゴロにより侵略を受けた。誇り高きブルースターの人々は、戦闘も服従も好まず星ごと自爆して自決する道を取る。しかし、フラッピーは自爆直前に父親により隣の星ゼビラス星への脱出カプセルに乗せられ生き延びた。カプセルの中で、フラッピーは爆発したブルースターの破片がゼビラス星に降り注ぐのを見る。
ゼビラス星をあてもなく彷徨っていたフラッピーは、あるオアシスで突然天から「ブルースターのかけら、ブルーストーンをここブルーエリアに集めなさい。全て集めた時には…」という声を聞く。フラッピーは奇跡が起こることを信じ、ブルーストーンを集める旅に出る。
なお、『FLAPPY95』（1996年）以降のシリーズでは、クリアするための石としてブルーストーン以外にもレッドストーン・イエローストーン・グリーンストーンといった色違いの石が登場したためストーリーも意味をなさなくなり、これらの設定は無くなった。
『FLAPPY 2: The resurrection of Blue Star』（フラッピー2 ブルースター復活の日）はこのストーリーの続編となっており、内容は「ブルーストーンを全て集め終えた時、再び天からの声が届き、同じくブルーストーンを集めていた仲間フリッピーが捕らえられていることを教えられたフラッピーが、フリッピーを救うため旅に出る」というもの。
GB版では白黒画面の関係上、ブルーストーンがシルバーストーンとなっているため、「突然迷路の世界に迷い込んだフラッピーが、現実の世界へ戻るため迷路の謎を解く」という、上記とは全く別設定となっている。

## 登場キャラクター
括弧内は『FLAPPY WORLD』（2001年）以降での名称。

### 初期から登場するキャラクター
フラッピー
プレイヤーが操作する主人公。体色は黄色で右利き。石（ブロック）を押して運んだり、キノコを投げたりできる。敵に接触したり、石（ブロック）の下敷きになるとミス。
ブルーストーン（ブルークリスタル）
青い石。これをブルーエリアに運ぶのがゲームの目的。ゲームボーイ版では「シルバーストーン」という名称になっている。
ブラウンストーン（石のブロック）
茶色の石。壁などに押しつけて壊すことができる。ゲームボーイ版では「岩」という名称になっている。
エビーラ
赤いカニのような敵。ランダムな動きを交えながらフラッピーに向かってくる。小さいがエビのような尻尾もついている。
ユニコーン
緑色で角が生えている敵。左右にランダムに移動。『FLAPPY for Windows』以降は上下に移動するタイプも登場する。『FLAPPY95』では青（上下にランダムに移動）、黄（上下左右にランダムに移動）、赤（わき目も振らずにフラッピーを追う）のタイプが登場した。
催眠キノコ
フラッピーが拾い、投げることができる。当たった敵は一定時間眠る。大きさは4分の1マスなので狭い隙間を通して投げ込める。ファミリーコンピュータ版、ゲームボーイ版、そして『FLAPPY95』以降では投げたキノコを誘導させることも可能。

### 新たに登場したキャラクター
メタルストーン（鉄のブロック）
『FLAPPY for Windows』より登場する、銀色の石。ブラウンストーン（石のブロック）同様に穴を埋めたり、橋を架けたりするのに使うことができるが、破壊することができない。
レッドストーン・イエローストーン・グリーンストーン（それぞれ～クリスタル）
『FLAPPY95』より登場するブルーストーンの色違い。ブルーストーンと同様に対応するエリア（同色のエリア）に全て運んでステージクリアとなる。
クラッシュストーン（ひび割れブロック）
『FLAPPY95』より登場する、ヒビが入ったブラウンストーン。一定時間上にブロックが載っていると勝手に壊れてしまう。
デムデム
『FLAPPY95』より登場する、紫色のカタツムリのような敵。左右に往復し、目の前に石があるとそのまま押して運んでいく。ブラウンストーンだと壁まで押して破壊する。
メルビー
『FLAPPY95』より登場する、黄色いハチのような敵。普段は動かず、縦横のライン上にフラッピーを見つける（縦横のラインにフラッピーが並ぶ）と、フラッピー目掛けて突進してくる。ただし、フラッピーとの間が壁や石で塞がれている場合は動かない。
ワービー
『FLAPPY WORLD』より登場する、赤いメルビー。わき目も振らずにフラッピーを追ってくる。
メタルエビーラ・メタルユニコーンなど
『FLAPPY for Windows』より登場する、銀色をした敵キャラクターたち。ブラウンストーンでは潰せず、メタルストーンかブルーストーンで潰すことができる。キノコで眠る時間が通常の敵より長い。

## 移植版
| No. | タイトル             | 発売日        | 対応機種                                 | 開発元         | 発売元                                 | メディア                                                      | 型式      | 売上本数 | 備考                           |
| --- | -------------------- | ------------- | ---------------------------------------- | -------------- | -------------------------------------- | ------------------------------------------------------------- | --------- | -------- | ------------------------------ |
| 1   | FLAPPY               | 1983年        | PC-8801                                  | デービーソフト | デービーソフト                         | カセットテープ フロッピーディスク                             | -         | -        | -                              |
| 2   | FLAPPY               | 1984年        | PC-6001mkII PC-8001mkII FM-7 MSX MZ-1500 | デービーソフト | デービーソフト                         | カセットテープ フロッピーディスク クイックディスク（MZ-1500） | -         | -        | -                              |
| 3   | FLAPPY Limited       | 1985年        | MSX                                      | デービーソフト | デービーソフト カシオ計算機（OEM販売） | ロムカセット                                                  | MS1-G2101 | -        | -                              |
| 3   | FLAPPY Limited'85    | 1985年        | MSX                                      | デービーソフト | デービーソフト                         | ロムカセット                                                  | MS1-G2108 | -        | FLAPPY Limitedの再販版         |
| 4   | FLAPPY               | 1985年        | S1 IBM JX FM-16β PC-9801                 | デービーソフト | デービーソフト                         | カセットテープ フロッピーディスク                             | -         | -        | -                              |
| 5   | フラッピー           | 1985年6月14日 | ファミリーコンピュータ                   | デービーソフト | デービーソフト                         | 512キロビットロムカセット                                     | dBF-FL    | -        | -                              |
| 6   | FLAPPY               | 1987年1月1日  | PMD_85                                   | VBG Soft       | -                                      | ROMモジュール                                                 | PMD85-1   | -        | -                              |
| 7   | フラッピースペシャル | 1990年3月23日 | ゲームボーイ                             | デービーソフト | ビクター音楽産業                       | 256キロビットロムカセット                                     | DMG-V2A   | -        |                                |
| 8   | 月刊FLAPPY           | 2004年        | iアプリ                                  | ネットファーム | ネットファーム                         | ダウンロード                                                  | -         | -        | -                              |
| 9   | FLAPPY DX            | 2005年        | S!アプリ                                 | ネットファーム | ネットファーム                         | ダウンロード                                                  | -         | -        | -                              |
| 10  | FLAPPY               | 2006年        | Windows                                  | デービーソフト | アイレボ                               | ダウンロード (i-revo)                                         | -         | -        | ファミリーコンピュータ版の移植 |
| 11  | FLAPPY               | 2007年7月3日  | Wii                                      | デービーソフト | ネットファーム                         | ダウンロード （バーチャルコンソール）                         | -         | -        | ファミリーコンピュータ版の移植 |
| 12  | FLAPPY               | 2011年        | EZアプリ                                 | ネットファーム | ネットファーム                         | ダウンロード                                                  | -         | -        | -                              |
| 13  | FLAPPY               | 2012年        | Android                                  | ネットファーム | ネットファーム                         | ダウンロード                                                  | -         | -        | -                              |
| 14  | FLAPPY               | 2017年1月17日 | Windows                                  | デービーソフト | D4エンタープライズ （プロジェクトEGG） | ダウンロード                                                  | -         | -        | PC-8801版の移植                |

PC版
- X1以外にも、MSX、MZ-1500、PC-6001mkII、FM-7、PC-8801、PC-8001mkII、S1、IBM JX、FM-16β、PC-9801にて発売された。
- シリーズ第1作、全200面（MSXカセットテープ版は全57面）。この時のBGMは以後のシリーズでもアレンジを変えて使用されている。PC-8001mkII版は、ハードの制限からシリーズ中唯一フラッピーの色が黄色ではなく、緑とシアンのタイリングとなっている。

ファミリーコンピュータ版
- 通常のステージ200面＋ボーナスステージ40面の合計240面。ボーナスステージは、通常ステージを5面クリアするごとに登場する。ボーナスステージではフラッピーは無敵となり、敵に体当たりして制限時間内になるべく多くの敵を倒しスコアを稼ぐことが目的。ボーナスステージが終了するとキーワード（パスワード）が表示され、次回ゲーム再開時にキーワードを入力することで続きからプレイが可能。2007年7月3日からWiiのバーチャルコンソールで配信が開始された。

ゲームボーイ版
- 『FLAPPY SPECIAL』のタイトルで発売された。敵が少なくパズル性の強いMODE A、パズルの難易度は低いが敵が多くアクション性の強いMODE Bを選択できる。それぞれ80面ずつあり、合計160面。ステージはFC版からの流用と新作面が混在している。面セレクトが可能であり（クリアした面も選択可）、初めは1～5面までであるが、5面クリアするごとに次の5面がプレイできるようになる。クリアしていない面を1面クリアするごとに新たなパスワードが表示される。本作のみ発売元はビクター音楽産業。

携帯アプリ版
- 月刊FLAPPY
  - iアプリ用として配信された。
- FLAPPY DX
  - S!アプリ用として配信された。
- FLAPPY
  - EZアプリ用として配信された。
- FLAPPY
  - Android用として配信された。

携帯アプリ版は入門編とVol.1～3があり、各100面となっている。

## シリーズ作品
『FLAPPY95』まではデービーソフトから、『FLAPPY WORLD』以降はネットファームから発売。
- KING FLAPPY （X1・PC-8801・PC-8001mkIISR・PC-9801・MZ-2500,1985年）

上級者向けという位置付け。ディスク版はコンストラクション機能も備えている。なお、PC用は同一パッケージでPC-8800シリーズとPC-8001mkIISRに対応し、ディスク版は自動的に各シリーズ対応のプログラムを読み込むハイブリッド設計である（同社発売の『始皇帝』『らぷてっく』も同様）。2018年10月16日よりプロジェクトEGGにてPC-8801版が配信開始。
- FLAPPY Limited （MSX,1985年）

100面＋おまけ1面の全101面。「ジ・エンターテイナー」（映画『スティング』主題曲）をBGMに使用していたが、再発売版となる『FLAPPY Limited'85』ではBGMが異なる。2006年5月9日より『FLAPPY Limited'85』がプロジェクトEGGにて配信開始。
- FLAPPY 2: The resurrection of Blue Star （X68000,1989年）

初期『FLAPPY』の続編という位置付け。本作オリジナルの敵やアイテムがあったり、ボスキャラクターが存在するなど、他のシリーズとは大きく異なる。また、ステージ画面はシリーズ唯一のクォータービューとなっている。ステージを坂にすることでキャラクターが重力の影響を受けない理由を表現している。
- FLAPPY for Windows （Windows,1995年）

初のWindows対応ソフト。全200面。メタルストーンやメタル系の敵が初登場した。
- FLAPPY95 （Windows,1996年）

全203面。25面ずつ9つの世界に分けられ（おまけ的ステージとして9つめのみ3面）、石の世界・木の世界・水の世界など、それまでのシリーズではレンガの壁が基本だったグラフィックもモチーフが増え、多彩になった。デムデムやメルビーが初登場した作品であり、また、同じ色を3つ重ねると消えるマジックストーンや、動く石リビングストーンなど、本作オリジナルのキャラクターも存在する。
- FLAPPY WORLD （Windows,2001年）

森をモチーフにした「森」シリーズや、壊れるブロックがない「鋼鉄」シリーズなど、様々なテーマに沿ったマップが制作されており、過去シリーズのリメイクも含め20種類以上のマップを配信（2009年4月現在）。本体は無料で、マップのライセンスキーを購入することでプレイできる。
100円のPCソフト「ROMDiA」シリーズにもラインナップされ100円ショップやデイリーヤマザキなどでも販売された。
その他、デービーソフトより発売されていたPC-9801対応ワープロソフトP1.EXEに『FLAPPY plus』が付属。色やBGMは無いが、内容は新作全200面と、本格的なものとなっている。

## 評価
ゲームボーイ版
- ゲーム誌『ファミコン通信』の「クロスレビュー」では、合計18点となっている[8]。

- ゲーム誌『ファミリーコンピュータMagazine』の読者投票による「ゲーム通信簿」での評価は以下の通りとなっており、16.30点（満30点）となっている[4]。

| 項目 | キャラクタ | 音楽 | 操作性 | 熱中度 | お買得度 | オリジナリティ | 総合  |
| 得点 | 2.92       | 2.67 | 2.67   | 2.63   | 2.77     | 2.64           | 16.30 |

## 備考
- 初代『FLAPPY』は再開パスワードをメーカーに送付することでクリア認定書が送られるキャンペーンを行っていた。当ソフト発売時期に雑誌『テクノポリス』が再開パスワードを裏技記事として掲載したため、トラブルとなっている。
- FC版とGB版には、一度石を落としただけでは潰れずに石が素通りするエビーラの存在が取扱説明書に記されており、FC版ではパラメットエビーラという名前がつけられている。これは、一つの石で連続して敵を潰した時にまれに起こる処理の不具合によるものであり、プログラム中にそういったエビーラが存在するわけではない。
- FC版の発売から数か月後に発売された『ファミリーコンピュータMagazine』に「全ての面のパスワードを表示させる」という裏技が掲載された。これは雑誌側がクイズとして用意した実現不可能な技であったが、この技によって他誌を巻き込んだ若干の騒動が起こっている（ウソ技の項を参照）。